# 菅大臣町 (春日井市)
菅大臣町（かんだいじんちょう）は、愛知県春日井市の地名。

## 地理
春日井市中央部に位置する。東は穴橋町、西は篠木町、南は関田町、北は篠木町に接する。

## 歴史

### 地名の由来
菅原道真を祀る天神社に由来するとも、かつて薬師山に神大寺なる寺があったことによるともいう。

### 人口の変遷
国勢調査による人口および世帯数の推移。
| 1995年（平成7年）  | 213世帯 557人 |  |
| 2000年（平成12年） | 218世帯 550人 |  |
| 2005年（平成17年） | 214世帯 501人 |  |
| 2010年（平成22年） | 228世帯 500人 |  |
| 2015年（平成27年） | 220世帯 491人 |  |
| 2020年（令和2年）  | 259世帯 579人 |  |

### 沿革
- 1948年（昭和23年） - 春日井市関田の一部により、同市菅大臣町が成立[2]。
- 1973年（昭和48年）・1981年（昭和56年） - 篠木町・関田町・林島町とそれぞれ境界を変更する[2]。

### WEB
1. ↑  “愛知県春日井市の町丁・字一覧”.   人口統計ラボ. 2021年8月15日閲覧。
2. 1 2  総務省統計局 (2022年2月10日). “令和2年国勢調査の調査結果(e-Stat) - 男女別人口，外国人人口及び世帯数－町丁・字等” (CSV). 2023年8月2日閲覧。
3. ↑  “愛知県春日井市の郵便番号一覧”.   日本郵便. 2023年10月20日閲覧。
4. ↑  “市外局番の一覧” (PDF).   総務省 (2022年3月1日). 2022年3月22日閲覧。
5. ↑  総務省統計局 (2014年3月28日). “平成7年国勢調査の調査結果(e-Stat) - 男女別人口及び世帯数 －町丁・字等” (CSV). 2021年7月20日閲覧。
6. ↑  総務省統計局 (2014年5月30日). “平成12年国勢調査の調査結果(e-Stat) - 男女別人口及び世帯数 －町丁・字等” (CSV). 2021年7月20日閲覧。
7. ↑  総務省統計局 (2014年6月27日). “平成17年国勢調査の調査結果(e-Stat) - 男女別人口及び世帯数 －町丁・字等” (CSV). 2021年7月21日閲覧。
8. ↑  総務省統計局 (2012年1月20日). “平成22年国勢調査の調査結果(e-Stat) - 男女別人口及び世帯数 －町丁・字等” (CSV). 2021年7月21日閲覧。
9. ↑  総務省統計局 (2017年1月27日). “平成27年国勢調査の調査結果(e-Stat) - 男女別人口及び世帯数 －町丁・字等” (CSV). 2021年7月21日閲覧。

### 書籍
1. 1 2  「角川日本地名大辞典」編纂委員会 1989, p. 1648.
2. 1 2 3  「角川日本地名大辞典」編纂委員会 1989, p. 459.